# The Call of the East - Live in Japan
The Call Of The East - Live in Japan è un DVD che riprende dal vivo la performance del gruppo hard rock tedesco Fair Warning al Club Città, Kawasaki, Giappone, il 18 aprile 1993.

## Tracce
1. Sunset (Intro)
2. Out On The Run
3. Longing For Love
4. When Love Fails
5. Eastern Sun
6. Crazy
7. Take Me Up
8. Long Gone
9. Take A Look At The Future
10. Children's Eyes
11. Hang On
12. The Eyes Of Rock
13. One Step Closer
14. A Little More Love

## Formazione
- Tommy Heart (voce)
- Andy Malecek (chitarra)
- Helge Engelke (chitarra)
- Ule Ritgen (basso)
- C.C.Behrens (batteria)